# 新濱町海洋廚房
新濱町海洋廚房（英語：Shinhamachō Cuisine Hub），是位於臺灣高雄市鼓山區的美食商場，地處在有百年歷史的鼓山魚市場，由國揚集團旗下漢來國際物業管理公司代表簽約承接，並由佑神公司負責商場規劃、招商及營運管理。商場於2025年3月22日重新開幕，主要以各式異國料理與海洋文化為核心概念。

## 簡介

### 鼓山魚市場的發展
1929年，隨著高雄港的開發與漁業的現代化，鼓山魚市場在日治時期昭和年間正式落成，當時位於新濱町二丁目10番地（今高雄市鼓山區）。該市場為當時台灣最現代化的漁港設施之一，標誌著高雄漁業從傳統模式向現代化轉型，並促使高雄成為台灣重要的漁業樞紐。

### 轉型為新濱町海洋廚房
隨著漁業產業結構調整及都市發展，鼓山魚市場逐漸轉變其功能，原有的漁貨交易逐步減少。為延續當地的漁業文化並活化場域，高雄市政府於110年啟動「鼓山魚市場整建活化計畫」，保留漁業歷史痕跡下，拆除老舊危險建物，整理周邊環境，在經過規劃與改造後，轉型為結合餐飲、觀光與文化體驗的複合式空間，並更名為「新濱町海洋廚房」。

## 特色
新濱町海洋廚房內設有多家國內外餐飲品牌，涵蓋燒烤、咖哩、拉麵及特色小吃等。引進東京台場BBQ品牌「JAPAN燒烤」，為該品牌首度進駐海外市場；此外，東京咖哩品牌「日乃屋咖哩」亦於此設立全台首家分店；來自日本北海道新千歲機場的拉麵品牌「北海道えびそば一幻」則於此開設臺灣南部首間分店。
除餐飲品牌外，商場亦設有海景酒吧並結合高雄港區的自然景觀，提供可觀賞夕陽的休憩空間。

## 交通資訊
新濱町海洋廚房旁邊即為鼓山渡輪站，與旗津間有固定航線連接；周邊亦可搭乘高雄輕軌與高雄捷運橘線轉乘。步行可至駁二藝術特區與哈瑪星鐵道文化園區。
- 橘線 高雄捷運「哈瑪星站」1號出口，步行8分鐘，YouBike 3分鐘
- 環狀輕軌 高雄輕軌「哈瑪星站」步行10分鐘，YouBike 4分鐘
- 公車 可搭乘50、219A、219B、248、248區、橘1B至「鼓山輪渡站」
- 渡輪 鄰近「鼓山輪渡站」下船即抵達
- 周邊約有670格汽車停車格

## 外部連結
- 官方网站